# Abelheira (Lourinhã)
Abelheira é uma aldeia da freguesia de Lourinhã.
Abelheira, é uma das aldeias, mais pequenas da freguesia da Lourinhã. Nela existe uma capela, um café e um clube social recreativo.